# Wilhelm Camphausen
Wilhelm Camphausen (født 8. februar 1818, død 18. juni 1885) var en tysk militær- og slagmaler, samt professor ved kunstakademiet i Düsseldorf.
Han studerede under Alfred Rethel og Friedrich Wilhelm von Schadow. Hans tid i militæret, som han tilbragte ved husarerne, kom til at præge hans fremtidige liv. Han forblev livet igennem knyttet til militæret. Efter at han i 1850 havde gennemgået mesterklassen på akademiet i Düsseldorf, malede han først historiske slagscener, iøjnefaldende ved deres realistiske detaljer. Stor opmærksomhed fik han gennem sine ryttermalerier af kejser Wilhelm 1., Frederik den Store af Preussen og Den store kurfyrste. Som historie- og slagmaler blev han hurtigt populær, og i 1859 udnævnt til professor.  
I 1864 fulgte han med de preussiske styrker under 2. slesvigske krig og malede adskillige scener fra kampene. Hans billede af linjerne ved Dybbøl efter slaget, som hænger i Berlins Nationalgalleri, gjorde ham berømt i Tyskland som en repræsentant for det patriotiske, nationale maleri. Han malede også mange portrætter af tyske fyrster og berømte soldater og statsmænd. Under den fransk-preussiske krig i 1870 deltog han som den tyske hærs officielle maler. 

## Bøger
- Camphausen, Wilhelm (1865). Ein Maler auf dem Kriegsfelde: illustriertes Tagebuch. Bielefeld: Velhagen und Klasing.
- Camphausen, Wilhelm (1880). Vaterländische Reiterbilder aus drei Jahrhunderten von W. Camphausen; text von Theodor Fontane; Illustrationen des Textes gezeichnet von L. Burger. Berlin: R. Schuster.

## Værker
- Prinz Eugen bei Belgrad (1842) (Wallraf-Richartz-Museum Köln)
- Gottfried von Bouillon in der Schlacht bei Askalon (1845)
- Begrüßung Blüchers und Wellingtons nach der Schlacht bei Belle-Alliance (1862)
- Erstürmung der Düppeler Schanze (1867)
- Die Erstürmung der Insel Alsen durch die Preußen (Übergang nach Alsen) (1870)[1]
- Napoleon III. und Bismarck auf dem Weg zu Wilhelm I. am Morgen nach der Schlacht von Sedan (1877)[2]